# Campeonato Nacional de Liga Femenina 1976-77
El Campeonato Nacional de Liga Femenina 1976-77 fue la máxima competición femenina de balonmano en España.

## Clasificación Final
| Equipo              | Pts | PJ | PG | PE | PP | GF  | GC  | Dif  |
| ------------------- | --- | -- | -- | -- | -- | --- | --- | ---- |
| Atlético de Madrid  | 33  | 18 | 16 | 1  | 1  | 287 | 187 | +100 |
| Medina de Mádrid    | 25  | 18 | 12 | 1  | 5  | 224 | 172 | +    |
| Medina de Zaragoza  | 25  | 18 | 12 | 1  | 5  | 225 | 205 | +20  |
| Medina de Valencia  | 20  | 18 | 9  | 2  | 7  | 224 | 207 | +    |
| Tenerife            | 18  | 18 | 9  | 0  | 9  | 213 | 199 | +    |
| Creff Sevilla       | 14  | 18 | 6  | 2  | 10 | 223 | 236 | -    |
| Gran Canaria        | 13  | 18 | 6  | 1  | 11 | 216 | 245 | -    |
| Medina de La Coruña | 11  | 18 | 4  | 3  | 11 | 225 | 247 | -    |
| Medina de Málaga    | 11  | 18 | 5  | 1  | 12 | 161 | 275 | -    |
| Pasajes             | 10  | 18 | 5  | 0  | 13 | 165 | 190 | -    |

| Comunidad de Madrid               |
| Campeón Atlético Madrid 4º título |

- Datos: Q24937745